# Parque nacional Tapantí
El parque nacional Tapantí es una reserva natural que se encuentra ubicada en el Área de Conservación La Amistad - Pacífico, en conjunto con el macizo de la Muerte, al noreste de la cordillera de Talamanca, en el centro-sur de Costa Rica. 
Está situado a unos 15 km al sudeste del pueblo de Orosi y fue creado en 1982. Este parque cubre un área de unas 58 323 ha, por lo que es uno de los más grandes del país.
Abarca parte de los cantones cartagineses de Cartago, El Guarco, Jiménez y Paraíso.  Resguarda la cuenca hidrográfica del río Grande de Orosi.

## Flora y fauna

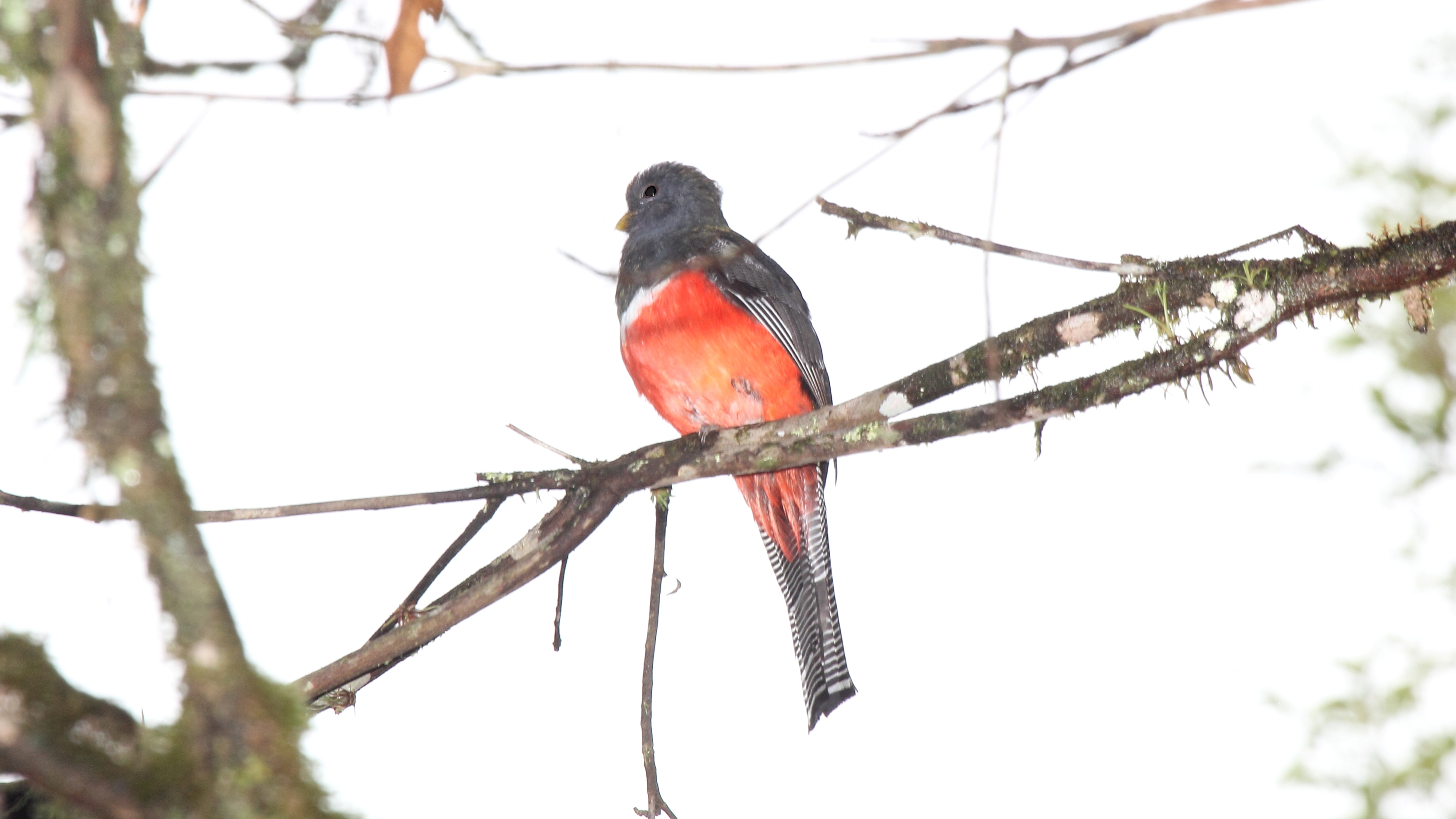
La especie Trogon collaris se puede encontrar en el parque nacional Tapantí.

El parque logra cubrir una gran variedad de biodiversidad en un poco espacio gracias a lo aislado de la zona y a la variedad de alturas que presenta el terreno. 

### Flora parque nacional Tapantí
Se puede observar diferentes tipos de bosque desde el montano hasta el bosque lluvioso premontano. Entre las especies de árboles se encuentran los higuerones, los robles, el nance macho y el encino, entre otros. El grupo de las epifitas se logra encontrar representado por los helechos, las bromelias y las orquídeas.

### Fauna
Entre la fauna, se encuentran 45 especies de mamíferos, 300 especies de aves, 32 especies de anfibios, y otros. Entre las aves se pueden encontrar los yigüirros, oropéndolas, pavas, quetzales, y gavilanes entre otros. Hay, en el grupo de los mamíferos, murciélagos, mapaches, monos, ardillas, y varias especies de felinos, la especie más grande de mamíferos es la danta mesoamericana.